# Tundra-Orbit

Animation von Tundra-Umlaufbahnen mit einer Inklination von 63.4° (Exzentrizität: 0,2 (hellblau) und 0,3 (rot)) im ECEF

Ein Tundra-Orbit ist die hoch-elliptische Umlaufbahn eines geosynchronen Satelliten mit einer Inklination von meist 63,4°. Die Bezeichnung rührt von dem Interesse her, satellitengestützte Ortungs- und Übertragungsverfahren auch in den wirtschaftlich genutzten Tundra-Zonen insbesondere der nördlichen Hemisphäre einsetzbar zu machen.
Gebiete mit einer geografischen Breite oberhalb von 81,3° können nämlich von konventionellen geostationären Satelliten aufgrund der Geometrie nicht erfasst werden - dabei spielt auch die Abflachung der „Erdkugel“ an den Polen eine Rolle. Durch vier Satelliten auf Tundra-Orbits hingegen wird die gesamte Erdoberfläche - einschließlich der Polarkappen - abgedeckt.
Eine vergleichbare Abdeckung erreichen Satelliten auf Molnija-Orbits mit geringerer Umlaufzeit von 12 Stunden und hoher Exzentrizität. Bei einem Molnija-Orbit gelangt der Satellit jedoch bei jedem Erdumlauf in den Van-Allen-Gürtel, was für die Satellitenelektronik eine Belastung darstellt. Hingegen ist bei Tundra-Orbits selbst der erdnächste Punkt höher als der Van-Allen-Gürtel.